# Миллионер (фильм)
«Миллионер» (англ. Millionaire) — хардкорный порнофильм, снятый в 2004 году режиссёром Аллесандро Дель Маром на студии Private Media Group. В России был показан в урезанном виде на канале «Русская ночь». География фильма охватывает Германию, Италию, Сейшелы, Венгрию, Доминикану, Испанию, Каймановы острова, Россию, и он иногда оценивается как «самый амбициозный проект студии Private».

## Сюжет
В 1945 году при взятии Берлина американские солдаты убили генерала фон Либерата, одного из главных нацистских преступников. У него была инструкция, которая указывала на то, где находятся 4 части одной карты, которая указывала где хранятся сокровища нацистской Германии. Слуга фон Либерата, пленный еврей, незаметно взял эту карту себе.
Прошло 59 лет. В 2004 году в Риме молодая девушка Эллен приходит в сувенирную лавку, чтобы купить какую-нибудь безделушку в память об Италии. Пожилой владелец магазина вежливо её приветствует. В этот же момент в лавку врываются 2 пожилых бандита (они не видят Эллен). Они тяжело ранят хозяина и требуют инструкцию, как найти 4 части карты фон Либерата. Он отдаёт им инструкцию и они уходят. Эллен хочет вызвать полицию и отвезти старика в больницу, но он отдаёт ей инструкцию как найти карту (он был тем евреем, который в 1945 году забрал карту, а то, что он отдал бандитам, было подделкой). Он умирает, но просит найти Эллен найти эти сокровища (около 100 миллионов долларов) и взять их себе, но берёт с неё слово, что она отдаст половину этих денег в фонд памяти жертв Холокоста.
Первый кусок находится в Берлине, второй у колумбийского наркобарона, третья находится в российском борделе, а четвёртая в Италии. Эллен просит своего бывшего мужа Роберта помочь ей в поисках сокровищ. Нехотя, Роберт всё же соглашается.

### Сексуальные сцены
Private Gold 67: Millionaire 1:
1. Lucy Lee — George Uhl.

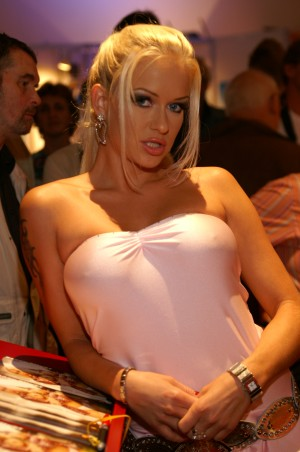
Стейси Сильвер сыграла небольшую роль в фильме

2. Alexa May — Alissa — Philippe Dean.
3. Delfynn Delage — Хорст Барон — Kevin Long.
4. Lenny Powers — Хорст Барон — Kevin Long.
5. Claudia Ferrari — Sarah Blue — Phil Hollyday.
6. Ellen Saint — Jessica May — Max Cortes.
7. Claudia Ferrari — Francesco Malcom.
8. Simony Diamond — Stacy Silver — George Uhl.
9. Claudia Ferrari — Rodolphe Antrim — Sebastian Barrio — Titof — Tony Carrera.

Private Gold 68: Millionaire 2:
1. Kathy Anderson — Francesco Malcom.
2. Axelle Mugler — Claudia Ferrari — Silvia Lancome — George Uhl.
3. Silvia Lancome — Max Cortes.
4. Cindy Lords — Claudia Ferrari — Philippe Dean.
5. Simony Diamond — Stacy Silver — Philippe Dean.
6. Katrin — Andy Brown — Francesco Malcom — Philippe Dean.
7. Katsuni — George Uhl.

## Награды
- XRCO Award (2004) — Best DVD[4].
- Venus Award (2004) — Best Europäischer Film[5]
- Venus Award (2004) — Best DVD[6].